# Поул, Ишмаэль
Ишмаэль Поул (англ. Ishmael Pole; 25 января 1993) — папуанский футболист, вратарь.

## Биография

### Клубная карьера
С 2014 года выступал за клуб «Хекари Юнайтед». Принимал участие в двух розыгрышах Лиги чемпионов ОФК в 2016 и 2020 годах. В 2022 году перешёл в фиджийский клуб «Лаутока», принял участие в двух матчах квалификации Лиги чемпионов, но в чемпионате Фиджи не играл.

### Карьера в сборной
Участник молодёжного чемпионата ОФК 2013 и олимпийского отборочного турнира 2015 года. В 2016 году был запасным вратарём сборной на домашнем для Папуа — Новой Гвинеи Кубке наций ОФК 2016, на котором завоевал серебряные медали. Дебютировал за основную сборную Папуа — Новой Гвинеи лишь в 2019 году в рамках Тихоокеанских игр. 18 июля в матче со сборной Тонга (8:0) Поул появился в стартовом составе, но был заменён уже на 9-й минуте при счёте 0:0.

## Достижения
Папуа — Новая Гвинея
- Серебряный призёр Кубка наций ОФК: 2016